# Позориште младих „Милица Топаловић” Братунац
Позориште младих „Милица Топаловић” је аматерско омладинско позориште које делује у Братунцу, у Републици Српској, Босни и Херцеговини. Основано је 2018. године, као пројекат који има за циљ да младе људе укључи у позоришну уметност, едукацију и васпитање кроз сценски израз.

## Оснивање и мисија
Позориште носи име у част Милице Топаловић, педагога, културног радника и заговорника образовања и васпитања деце кроз уметност. Основано је са идејом да позориште буде више од сцене — простор за дечје и омладинско сазревање, развој вредности, креативности и социјалних вештина.

## Рад и програм
Позориште ради као омладинска трупа при Основној школи „Бранко Радичевић” и окупља ученике, наставнике и културне раднике. Рад је заснован на педагошком приступу и васпитном позоришту, кроз које се развијају емпатија, друштвена одговорност и тимски дух.

## Представе и учешћа
Трупа је до сада реализовала више позоришних представа за децу и омладину, од којих се издвајају:
- Бајке у магли – представа инспирисана класичним бајкама са савременом поуком
- Кроз тишину – представа о друштвеној искључености и прихватању различитости
- Светлост у нама – сцена у функцији оснаживања дечјих вредности

Чланови трупе редовно учествују на школским, општинским и регионалним смотрама драмског стваралаштва.

## Васпитна улога и утицај
Посебан акценат стављен је на друштвено-педагошки ефекат позоришта. Кроз рад у ансамблу, деца и млади уче о одговорности, поштовању, емпатији, пријатељству и изградњи позитивног идентитета. Рад Позоришта представља пример како позориште може бити алат за лични и друштвени развој.

## Сарадње
Позориште сарађује са наставним кадром, школским педагозима, родитељима и локалном заједницом. Такође се повезује са другим аматерским трупама у Републици Српској, учествујући у заједничким манифестацијама.